# 德山股份有限公司
德山股份有限公司（日语：株式会社トクヤマ；東證1部：4043）為 它是一家日本化學品和水泥製造商。
它是三和集團的成員公司，總部位於東京市，工廠位於周南市。
其前身為日本曹達工業株式會社和徳山曹達，於1949年上市。

公司标志

## 外部連結
- 德山股份有限公司 （页面存档备份，存于）